# Noyelles-en-Chaussée
Noyelles-en-Chaussée és un municipi francès situat al departament del Somme i a la regió dels Alts de França. L'any 2007 tenia 259 habitants.

## Demografia

### Població

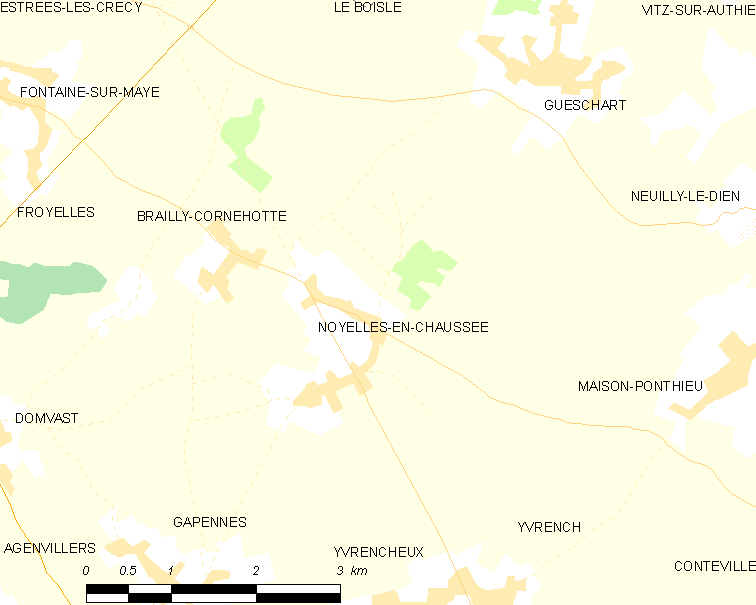
mapa del municipi

El 2007 la població de fet de Noyelles-en-Chaussée era de 259 persones. Hi havia 104 famílies de les quals 20 eren unipersonals (8 homes vivint sols i 12 dones vivint soles), 44 parelles sense fills, 32 parelles amb fills i 8 famílies monoparentals amb fills.
La població ha evolucionat segons el següent gràfic:
Habitants censats

### Habitatges
El 2007 hi havia 119 habitatges, 105 eren l'habitatge principal de la família, 6 eren segones residències i 8 estaven desocupats. Tots els 119 habitatges eren cases. Dels 105 habitatges principals, 91 estaven ocupats pels seus propietaris, 11 estaven llogats i ocupats pels llogaters i 3 estaven cedits a títol gratuït; 4 tenien dues cambres, 14 en tenien tres, 34 en tenien quatre i 53 en tenien cinc o més. 24 habitatges disposaven pel capbaix d'una plaça de pàrquing. A 63 habitatges hi havia un automòbil i a 31 n'hi havia dos o més.

### Piràmide de població
La piràmide de població per edats i sexe el 2009 era:
| Homes | Edats   | Dones |
| ----- | ------- | ----- |
| 0     | 95 o +  | 0     |
| 0     | 90 a 94 | 4     |
| 0     | 85 a 89 | 0     |
| 0     | 80 a 84 | 4     |
| 12    | 75 a 79 | 20    |
| 0     | 70 a 74 | 8     |
| 0     | 65 a 69 | 4     |
| 8     | 60 a 64 | 0     |
| 8     | 55 a 59 | 16    |
| 20    | 50 a 54 | 12    |
| 4     | 45 a 49 | 8     |
| 8     | 40 a 44 | 4     |
| 4     | 35 a 39 | 8     |
| 8     | 30 a 34 | 8     |
| 12    | 25 a 29 | 8     |
| 8     | 20 a 24 | 4     |
| 4     | 15 a 19 | 8     |
| 8     | 10 a 14 | 8     |
| 8     | 5 a 9   | 4     |
| 0     | 0 a 4   | 4     |

## Economia
El 2007 la població en edat de treballar era de 160 persones, 111 eren actives i 49 eren inactives. De les 111 persones actives 106 estaven ocupades (56 homes i 50 dones) i 5 estaven aturades (2 homes i 3 dones). De les 49 persones inactives 25 estaven jubilades, 11 estaven estudiant i 13 estaven classificades com a «altres inactius».

### Ingressos
El 2009 a Noyelles-en-Chaussée hi havia 105 unitats fiscals que integraven 250,5 persones, la mediana anual d'ingressos fiscals per persona era de 16.885 €.

### Activitats econòmiques
Dels 9 establiments que hi havia el 2007, 1 era d'una empresa extractiva, 6 d'empreses de comerç i reparació d'automòbils, 1 d'una empresa d'hostatgeria i restauració i 1 d'una empresa classificada com a «altres activitats de serveis».
L'únic establiment comercial que hi havia el 2009 era una carnisseria.
L'any 2000 a Noyelles-en-Chaussée hi havia 12 explotacions agrícoles que ocupaven un total de 1.168 hectàrees.

## Equipaments sanitaris i escolars
El 2009 hi havia una escola maternal integrada dins d'un grup escolar amb les comunes properes formant una escola dispersa.

## Poblacions més properes
El següent diagrama mostra les poblacions més properes.

## Galeria d'imatges

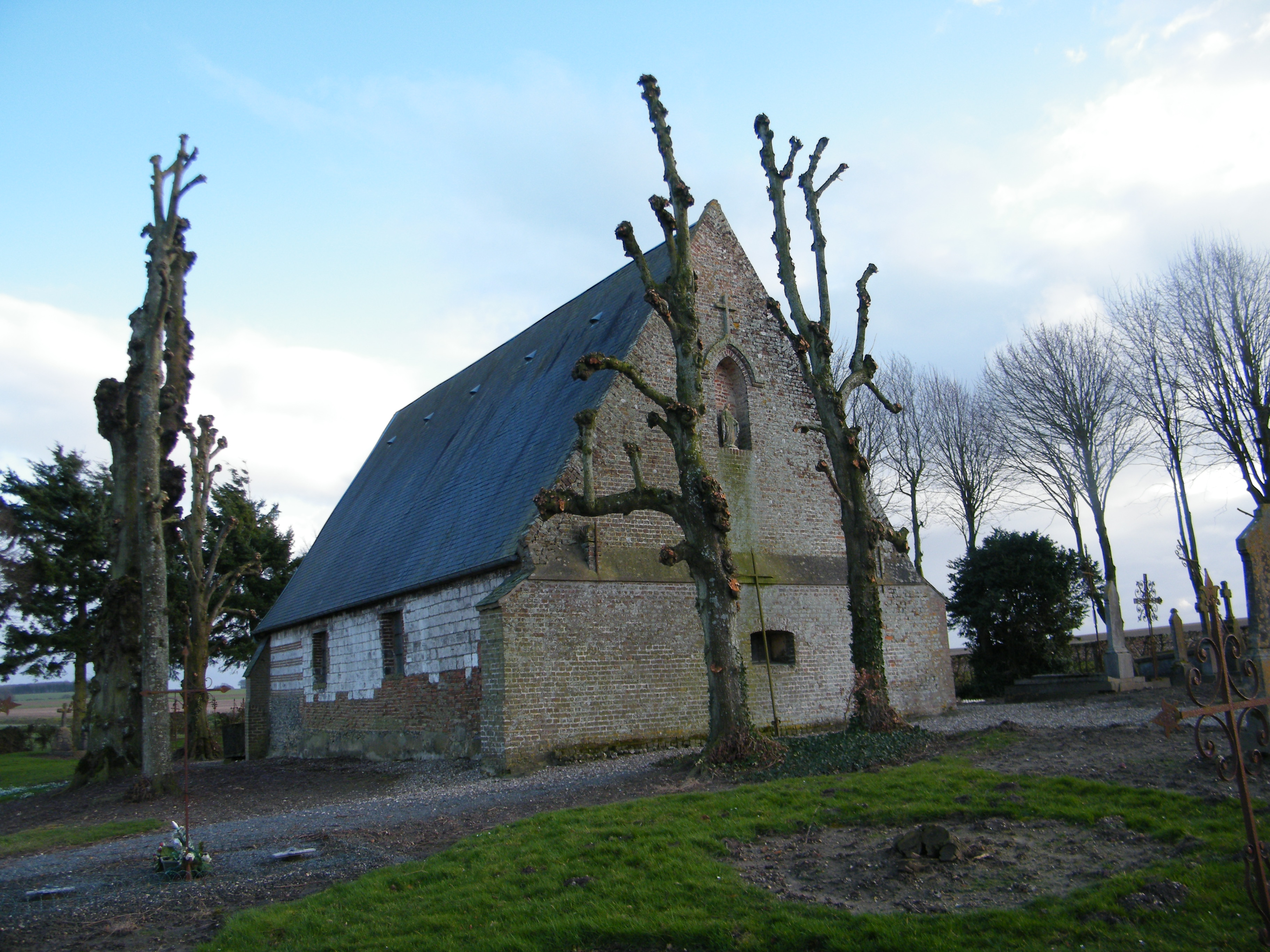
església
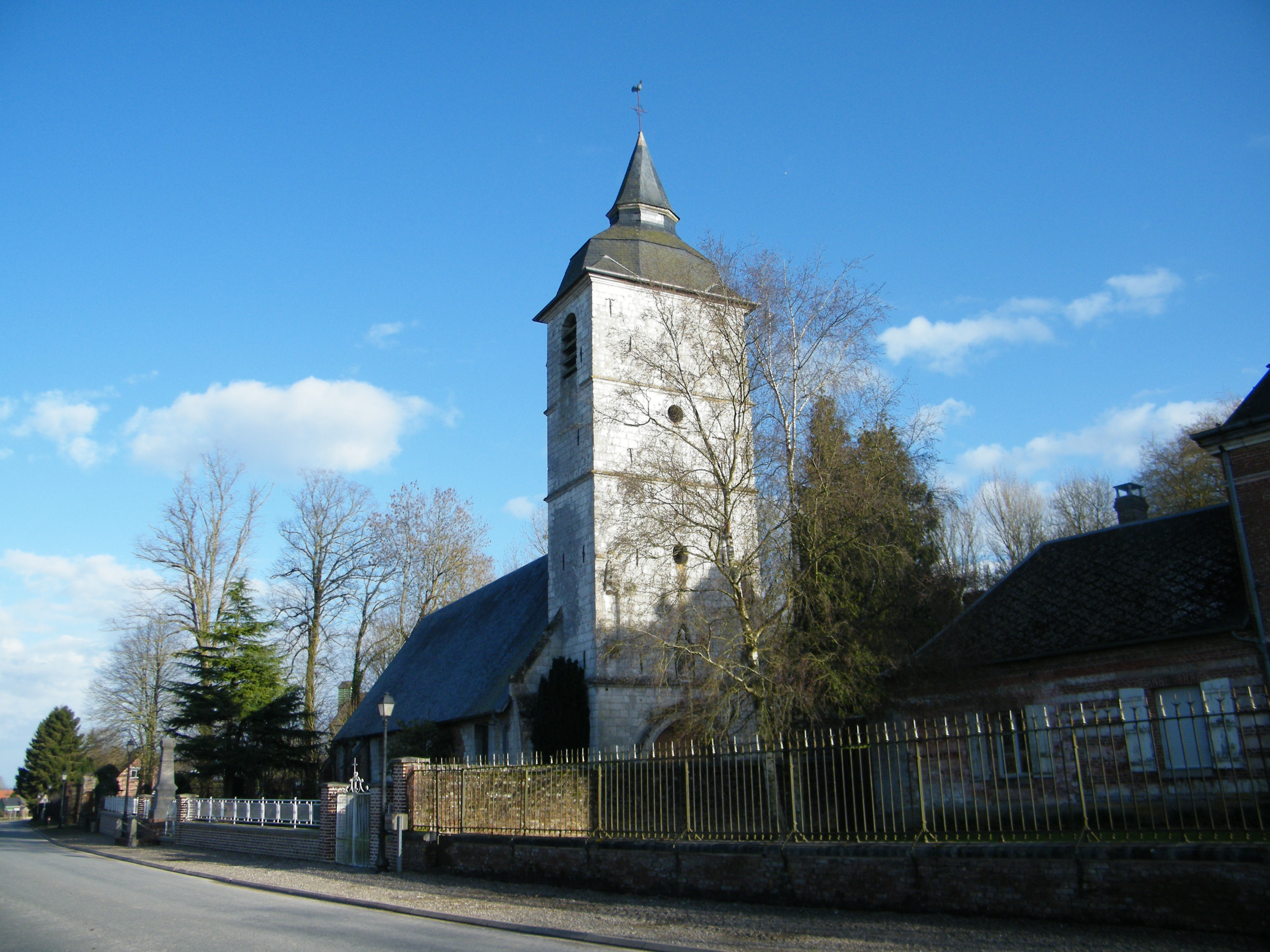
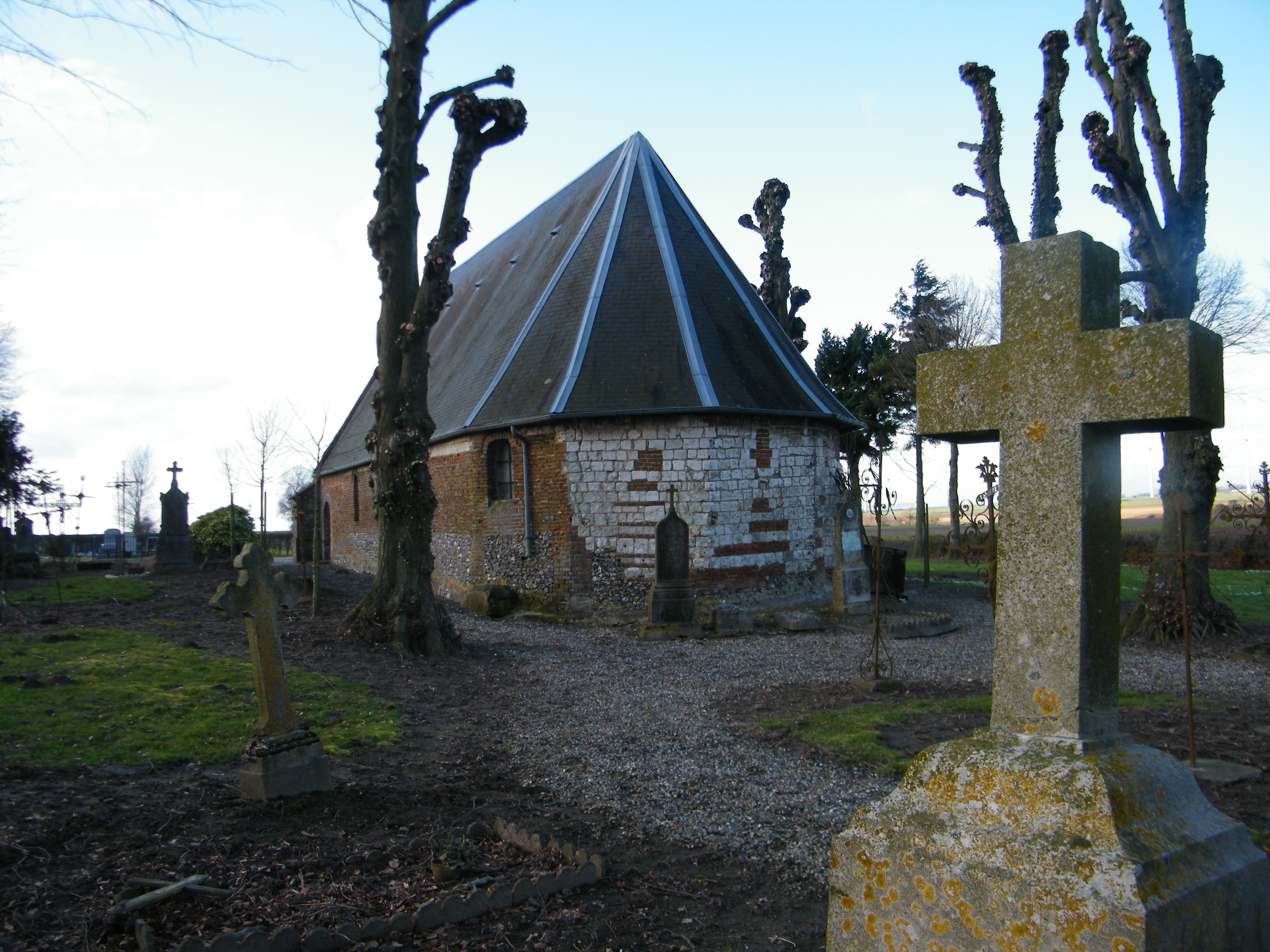
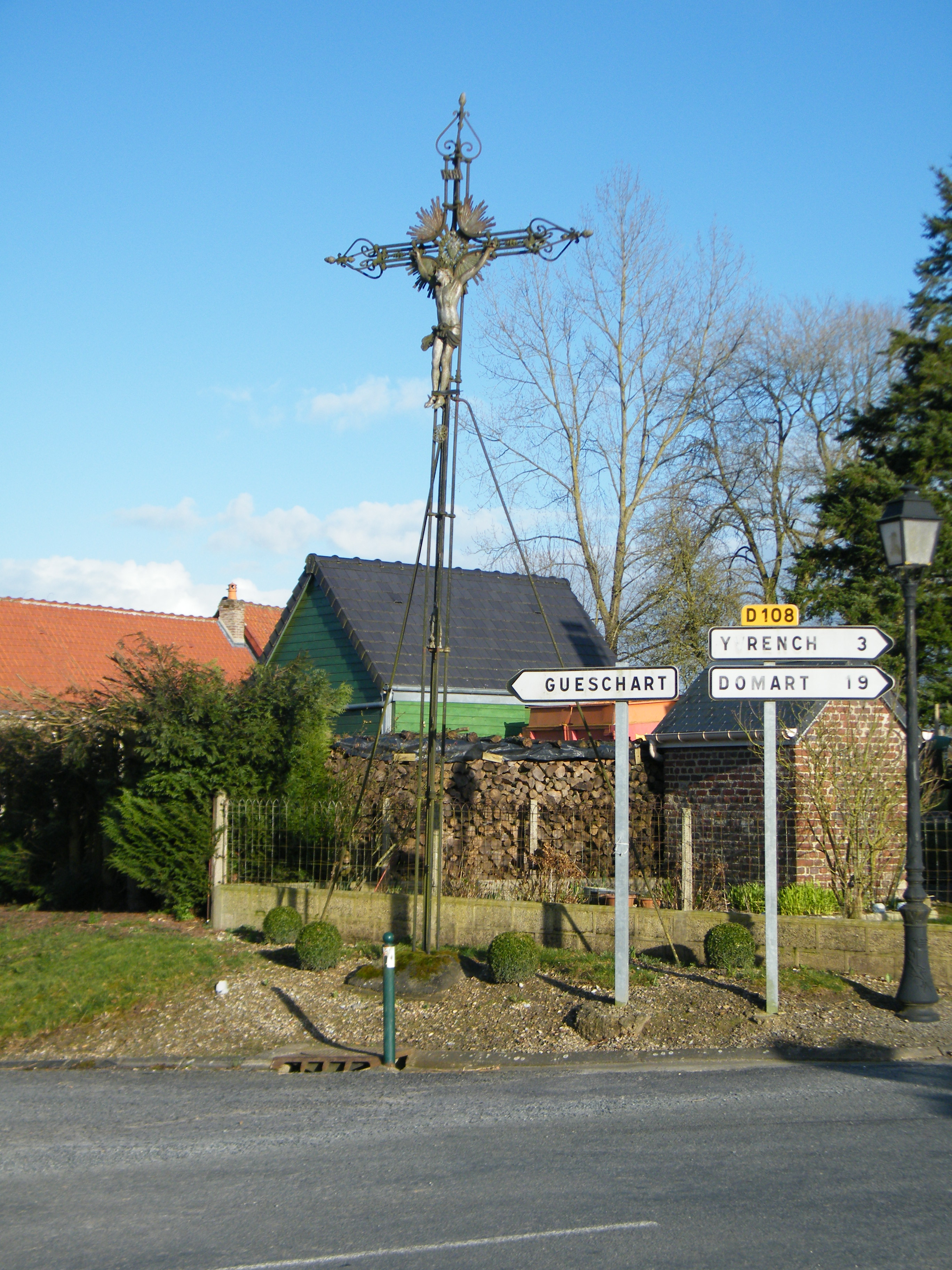
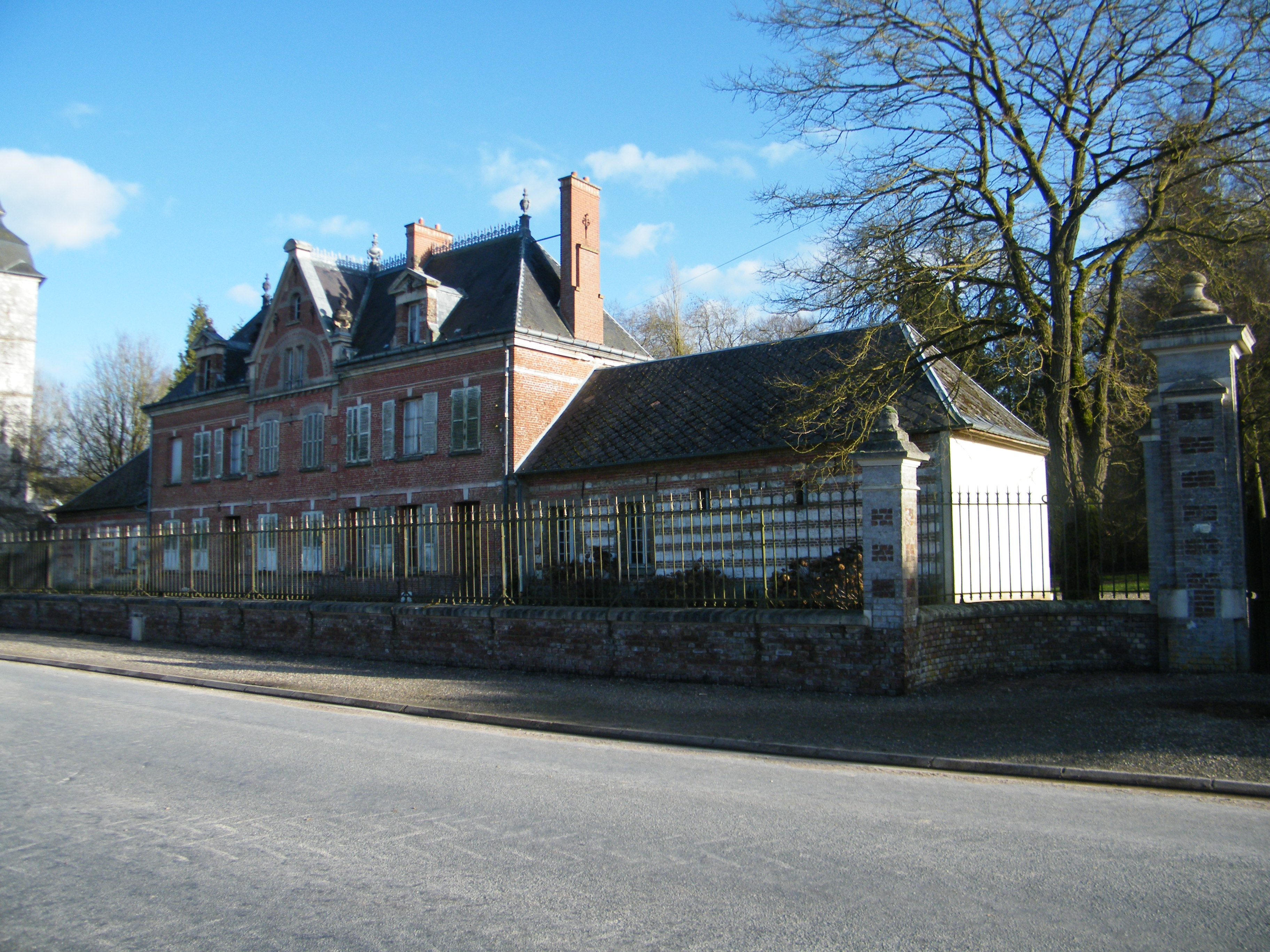